# Henrik den Stolte
Henrik 10. af Bayern, kaldet Henrik den Stolte (født mellem 1100-1108, død 20. oktober 1139 (muligvis forgiftet) i Quedlinburg), begravet i Königslutter, var hertug af Bayern 1126-1139, og som Henrik 2. hertug af Sachsen 1137-1139. Han var søn af hertug Henrik den Sorte af Bayern (f. 1074/1075, d. 1126) og Wulfhild af Sachsen (f. 1071/1075, d. 1126).
Henrik den stolte giftede sig den 29. maj 1127 med Gertrud af Supplinburg (1115-1143). Parret fik sønnen Henrik Løve (1129/1130-1195), hertug af Sachsen og Bayern
Han arvede det første land, da faderen Henrik den Sorte 1126 nedlagde regeringen, og ægtede året efter kejser Lothar’s datter Gertrud. Til tak for den bistand, han ydede sin svigerfader, fik han de omstridte Mathilde’ske arvegodser i Italien og efter kejserens død store besiddelser i Sachsen samt adkomst til dette hertugdømme. Han bejlede til kejserværdigheden, men fyrsterne, der var skinsyge på hans store magt, foretrak modkandidaten Konrad 3. af Hohenstaufen, og da han nægtede at udlevere rigsinsignierne, som kejser Lothar på sit dødsleje havde overgivet ham, lystes han i Rigets Acht, og hans hertugdømmer fratoges ham. Under kampen for i det mindste at bevare Sachsen døde han.